# Чаттертон, Анна
Анна Чаттертон (англ. Anna Chatterton, род. 27 февраля 1975) — канадский драматург, вошедшая в шорт-лист Премии генерал-губернатора за англоязычную драму на церемонии вручения наград генерал-губернатора 2017 года за свою пьесу «Внутри стекла».
Она получила театральное образование в Университете Конкордия, писательское мастерство освоила в Гуэлфском университете, прежде чем стать драматургом в театре Таррагон в 2011 году. Её первая пьеса, «Колчан», была написана в качестве магистерской диссертации в Гуэлфе. Премьера «Внутри стекла» состоялась в Таррагоне в 2016 году.
Она также постоянно сотрудничает с Эвелин Парри и Карин Рандоджа в театральном коллективе Independent Aunties. Их коллективные пьесы включали «Франческу, Матильду и Чай», «Таинственные шорты», «Чистую Ирэн и Грязную Максин», «Завтрак» и «Гертруду и Алису». «Гертруду и Алиса» вошли в шорт-лист финалистов Премии генерал-губернатора за англоязычную драму на церемонии вручения наград генерал-губернатора 2018 года. Премьера пьесы Чаттертон «Cowgirl Up» должна была состояться в апреле 2020 года, но была отложена из-за COVID-19.